# Capel St Mary
Capel St Mary är en ort och civil parish (Capel St. Mary) i Babergh i Storbritannien. Den ligger i grevskapet Suffolk och riksdelen England, i den sydöstra delen av landet, 100 km nordost om huvudstaden London. Capel St Mary ligger 48 meter över havet och antalet invånare är 2 940.
Terrängen runt Capel St Mary är platt. Runt Capel St Mary är det tätbefolkat, med 356 invånare per kvadratkilometer. Närmaste större samhälle är Ipswich, 9,8 km nordost om Capel St Mary. Trakten runt Capel St Mary består till största delen av jordbruksmark.